# Other Voices (album The Doors)
Other Voices – siódmy album studyjny amerykańskiego zespołu The Doors, wydany 18 października 1971 roku przez wytwórnię Elektra. Jest to pierwszy album grupy wydany po śmierci wokalisty i frontmana Jima Morrisona, który zmarł w lipcu tego samego roku.

## Lista utworów
| 1. | "In the Eye of the Sun"        | 4:48  |
|    |                                |       |
| 2. | "Variety is the Spice of Life" | 2:50  |
|    |                                |       |
| 3. | "Ships w/Sails"                | 7:38  |
|    |                                |       |
| 4. | "Tightrope Ride"               | 4:15  |
|    |                                |       |
| 5. | "Down on the Farm"             | 4:15  |
|    |                                |       |
| 6. | "I'm Horny, I'm Stoned"        | 3:55  |
|    |                                |       |
| 7. | "Wandering Musician"           | 6:25  |
|    |                                |       |
| 8. | "Hang on to Your Life"         | 5:36  |
|    |                                |       |
|    |                                | 39:42 |
|    |                                |       |

## Personel
The Doors:
- John Densmore – perkusja
- Robbie Krieger – gitara, wokal, Harmonijka ustna
- Ray Manzarek – instrumenty klawiszowe, wokal

Pozostali:
- Jack Conrad – gitara basowa w utworach "In the Eye of the Sun", "Variety Is the Spice of Life" i "Tightrope Ride"
- Jerry Scheff – gitara basowa w utworach "Down on the Farm", "I'm Horny, I'm Stoned" i "Wandering Musician"
- Wolfgang Melz – gitara basowa w utworze "Hang on to Your Life"
- Ray Neapolitan – gitara basowa w utworze "Ships with Sails"
- Willie Ruff – bas akustyczny w utworze "Ships with Sails"
- Francisco Aguabella – perkusja w utworach "Ships with Sails" i "Hang on to Your Life"
- Emil Richards – marimba w utworze "Down on the Farm"

Produkcja
- Producent – The Doors, Bruce Botnick
- Reżyser dźwięku – Bruce Botnick
- Autor okładki – Ron Raffaelli